# لستین (اورگن)
لستین (به انگلیسی: Lostine) شهری در شهرستان بیکر ایالت اورگن است و در سرشماری سال ۲۰۱۱ میلادی، ۲۰۴ نفر جمعیت داشته که نسبت به سال ۲۰۱۰، ۰٫۹۴ درصد رشد جمعیت داشته‌است.

## موقعیت جغرافیایی
موقعیت جغرافیایی شهرها و مناطق اطراف به شرح زیر است: